# Berimbau de boca

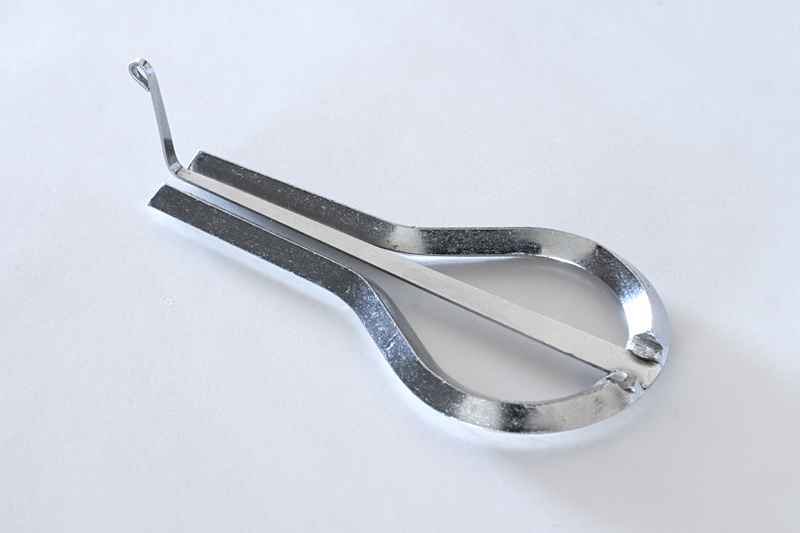
Um berimbau moderno.

O  berimbau de índio ou berimbau de boca (português brasileiro) ou berimbau (português europeu) é um instrumento de lamelofone, que consiste em uma língua flexível de metal ou bambu ou palheta presa a uma armação. Foi inventado na China no século 3 AEC.
O instrumento é conhecido por inúmeras culturas diferentes por no mínimo quarenta nomes diferentes. Sendo que transes são facilitados por sons, a harpa de boca é associada a magia e é um instrumento comum em rituais xamânicos.
O berimbau toca-se da seguinte maneira: coloca-se na boca a parte mais fina e fricciona-se a lingueta, produzindo variados sons.

## Etimologia
Berimbau origina-se do termo quimbundo mbirimbau.